# Piper cinereum
Piper cinereum är en pepparväxtart som beskrevs av C. Dc.. Piper cinereum ingår i släktet Piper och familjen pepparväxter. Inga underarter finns listade i Catalogue of Life.